# Einnahme
Einnahmen sind im kaufmännischen Rechnungswesen Vermehrungen des (Netto-)Geldvermögens und damit eine Stromgröße. Komplementärbegriff ist die Ausgabe.

## Abgrenzung gegen andere Rechnungsgrößen
Einnahmen und Ausgaben sind nicht dasselbe wie Einzahlungen und Auszahlungen. Einnahmen und Ausgaben ändern den Nettogeldvermögensbestand, Einzahlungen und Auszahlungen den Zahlungsmittelbestand. Einnahmen und Ausgaben sind auch nicht identisch mit den Erträgen und Aufwendungen der Gewinn- und Verlustrechnung. Diese führen zu einer Erhöhung oder Minderung des Reinvermögens. Die Änderung des Reinvermögens (Gewinn/Verlust) innerhalb einer Periode ergibt sich, indem der Nettogeldvermögensänderung die Sachvermögensänderung dieser Periode hinzugezählt wird. In der Kameralistik ist der Begriff mit einer anderen, sich nicht mit der betriebswirtschaftlichen Bedeutung deckenden Bedeutung bekannt.

### Aufwand und Ertrag
Aufwand und Ertrag sind die Erfolgsgrößen im externen Rechnungswesen und werden zur Erstellung einer periodisierten Gewinn- und Verlustrechnung sowie zur Erstellung einer Bilanz verwendet. Zur Ermittlung von gewinnwirksamen Aufwänden und Erträgen werden Leistungen des Unternehmens und damit verbundene Zahlungen einem Geschäftsjahr periodengerecht zugewiesen. Dies erfolgt über Abgrenzungen und Abschreibungen, mit denen Aufwand und Ertrag aus der Geschäftstätigkeit demjenigen Geschäftsjahr zugeordnet werden, dem sie wirtschaftlich zugehören, unabhängig davon, ob der Zahlungsvorgang in einem anderen Geschäftsjahr stattgefunden hat oder stattfinden wird.

### Ausgaben und Einnahmen
Ausgaben und Einnahmen sind ebenfalls dem externen Rechnungswesen bzw. der Buchführung zuzuordnen. Sie entstehen, wenn etwas gekauft bzw. verkauft wird, unabhängig davon ob es schon bezahlt ist oder nicht. Sobald Zahlungen erfolgen, werden Ausgaben und Einnahmen zu Auszahlung und Einzahlung.
Einnahmen setzen sich zusammen aus den Einzahlungen, den Zugängen von kurzfristigen Forderungen (einschließlich Wertpapiere) und den Abgängen von kurzfristigen Verbindlichkeiten (einschließlich Rückstellungen). Die Begriffe Einnahme und Ausgabe gehören zur Geldvermögensebene (sie betrachtet Bestandsgrößen).

### Aus-  und Einzahlungen
Aus- und Einzahlungen sind die grundlegenden Rechengrößen der Investitionsrechnung und des Treasury. Sie bestimmen die Liquiditätsreserven des Unternehmens.

### Abgrenzung Einnahme/Einzahlung
Einnahmen und Einzahlungen fallen nur dann zusammen, wenn eine Transaktion sowohl der Zahlungsmittelbestand als auch das Geldvermögen verändert. Der Geschäftsvorfall „Barverkauf von Waren“ führt sowohl zu einer Einnahme als auch zu einer Einzahlung, weil sich dabei sowohl der Kassenbestand als auch das Geldvermögen erhöht:
```
   Zahlungsmittelbestand  (+)
   + Forderungen          (0)
   - Verbindlichkeiten    (0)
   = Geldvermögen         (+)
```

Der Verkauf einer Staatsanleihe gegen bar durch ein Unternehmen führt für dieses zu einer Einzahlung, aber keiner Einnahme, da sich zwar der Zahlungsmittelbestand ändert, nicht aber das Geldvermögen:
```
   Zahlungsmittelbestand  (+)
   + Forderungen          (-)
   - Verbindlichkeiten    (0)
   = Geldvermögen         (0)
```

Einnahmenlose Einzahlungen liegen vor, wenn der Zahlungsmittelbestand erhöht wird und mit einer Verringerung der Forderungen oder Erhöhung der Verbindlichkeiten verbunden ist. Einzahlungslose Einnahmen entstehen bei Geschäftsvorfällen, die den Zahlungsmittelbestand nicht berühren (etwa der Verkauf von Fertigerzeugnissen auf Zahlungsziel).

### Kosten und Erlöse
Kosten und Erlöse werden als Begriffspaar im internen Rechnungswesen, insbesondere in der Kosten- und Leistungsrechnung verwendet. Es ist jedoch zu beachten, dass Erlöse nicht mit Leistung zu verwechseln sind.
Kosten und Erlöse sind kalkulatorische Größen. Sie tauchen weder in den Zahlungen des Unternehmens noch eins zu eins in Buchhaltung, Bilanz und Gewinn- und Verlustrechnung des Unternehmens auf. 

## Haushaltsrecht

### Definitionen
Einnahmen (Staatseinnahmen) im Sinne des Haushaltsrechts sind in der Betriebswirtschaftslehre Einzahlungen. Einnahmen sind neben den Ausgaben die grundlegenden Steuerungsgrößen in kameralistischen öffentlichen Haushalten. Einnahmen sind die Geldbeträge, die im Haushaltsjahr voraussichtlich kassenwirksam werden und als Deckungsmittel zur Haushaltsfinanzierung zufließen (§ 7 Satz 1 HGrG). Hierzu gehören die laufenden Einnahmen (Steuern), einmalige Einnahmen (Vermögensveräußerungen, Rücklagenauflösungen), Einnahmen aus wirtschaftlicher Betätigung (Gewinnabführungen von öffentlichen Unternehmen) und Einnahmen aus Kreditaufnahmen. Einnahmen sind auf Bundesebene insbesondere die Steuer- und Abgabeneinnahmen (Zölle), aber auch Zins- und Mieterträge des Bundesvermögens.
In der Kameralistik ist zwischen Soll- und Ist-Einnahmen und -Ausgaben zu unterscheiden, je nachdem, ob der Haushaltsplan oder der endgültige Haushalt aufgestellt wird. Nach § 11 Abs. 2 BHO muss der Haushaltsplan alle im Haushaltsjahr zu erwartenden Einnahmen und alle voraussichtlich zu leistenden Ausgaben enthalten. Die Einnahmen sind nach Entstehungsgrund, die Ausgaben nach Zweck zu veranschlagen (§ 17 Abs. 1 BHO), ausnahmsweise sind zweckgebundene Einnahmen und dazugehörige Ausgaben zu kennzeichnen (§ 17 Abs. 3 BHO). In ihrer Gesamtheit dienen die Soll-Einnahmen im Haushaltsplan der Deckung der dort veranschlagten Ausgabeermächtigungen (Art. 110 Abs. 1 Satz 1 GG, § 2 Satz 1 BHO, § 8 BHO). Im Gegensatz dazu stehen die während des Haushaltsvollzugs tatsächlich eingegangenen Einnahmen, die sog. Ist-Einnahmen (vgl. § 25 Abs. 1 BHO).

### Fälligkeit und Kassenwirksamkeit

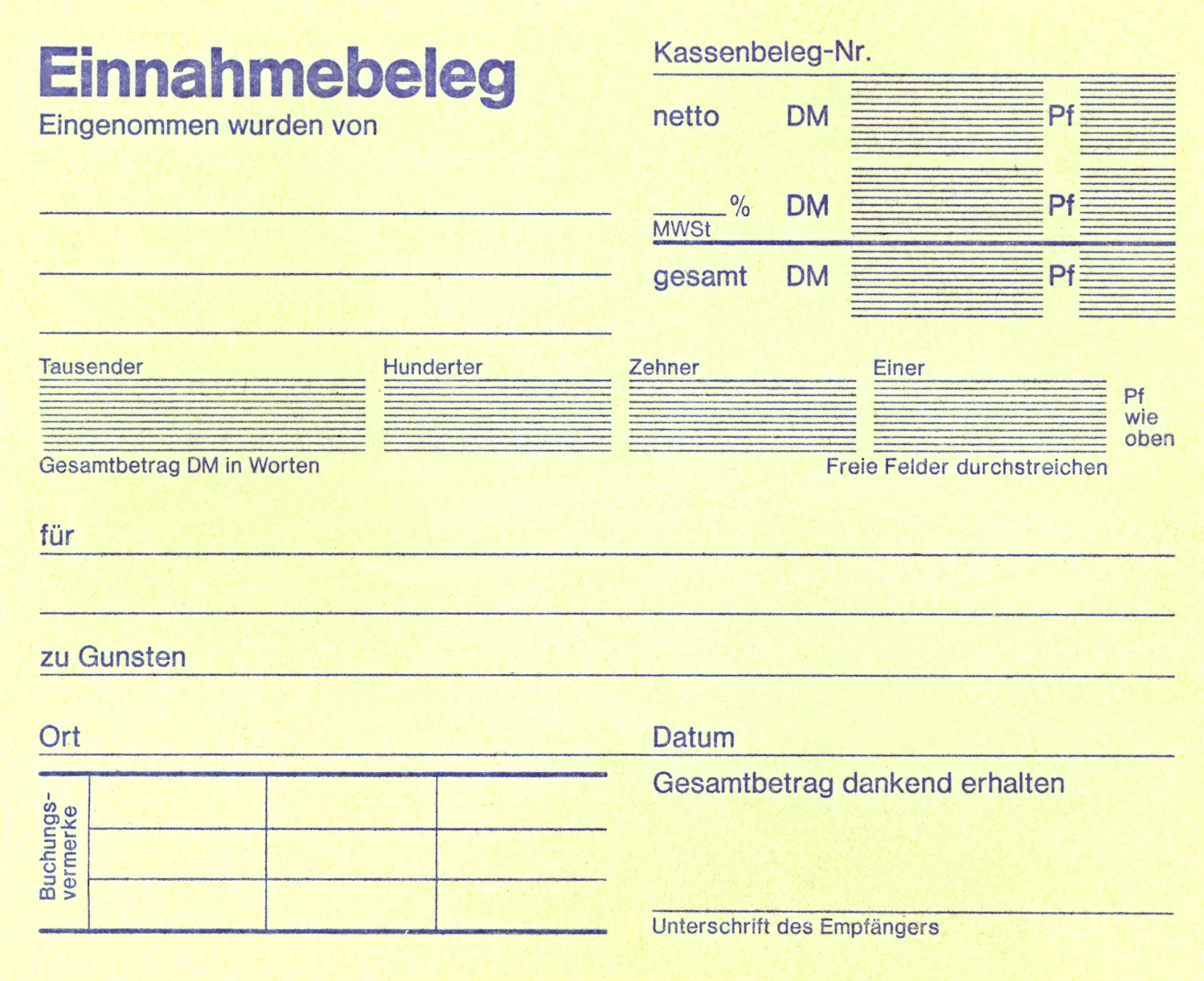
Einnahmebeleg ca. 1980

Einnahmen und Ausgaben müssen regelmäßig im Haushaltsjahr fällig und kassenwirksam werden (Fälligkeitsgrundsatz; siehe Haushaltsgrundsätze). In der Kameralistik richtet sich nämlich die Veranschlagung und Buchung von Einnahmen und Ausgaben nicht nach der wirtschaftlichen Zuordnung, sondern nach dem Fälligkeitsprinzip (§§ 7, 42 GemHVO). Kassenwirksam bedeutet, dass Einnahmen tatsächlich in die Verfügungsgewalt der Verwaltung (etwa auf Bankkonten) gelangt sind. Kassenwirksam ist eine Einnahme, wenn sie bis zum Ende des Haushaltsjahres tatsächlich eingehen soll. Unmittelbar kassenwirksam werdende Zahlungsvorgänge sind sofort zu veranschlagen und zu buchen (§ 7 Abs. 1 und 3 GemHVO). Einnahmen sind ein Zufluss an Geldmitteln, sie werden in der Kameralistik bereits gebucht, wenn eine rechtswirksame Forderung gegenüber Dritten entstanden ist. Wurden diese Forderungen zum Ende des Haushaltsjahres noch nicht vereinnahmt, sind sie als Einnahmereste in das folgende Haushaltsjahr zu übertragen.

### Vollständigkeit
Nach § 11 Abs. 2 BHO muss der Haushaltsplan alle im Haushaltsjahr zu erwartenden Einnahmen enthalten. Die Einnahmen sind nach Entstehungsgrund, die Ausgaben nach Zweck zu veranschlagen (§ 17 Abs. 1 BHO), zweckgebundene Einnahmen und dazugehörige Ausgaben sind zu kennzeichnen (§ 17 Abs. 3 BHO). Einnahmen sind rechtzeitig und vollständig zu erheben (§ 34 Abs. 1 BHO).

## Steuerrecht

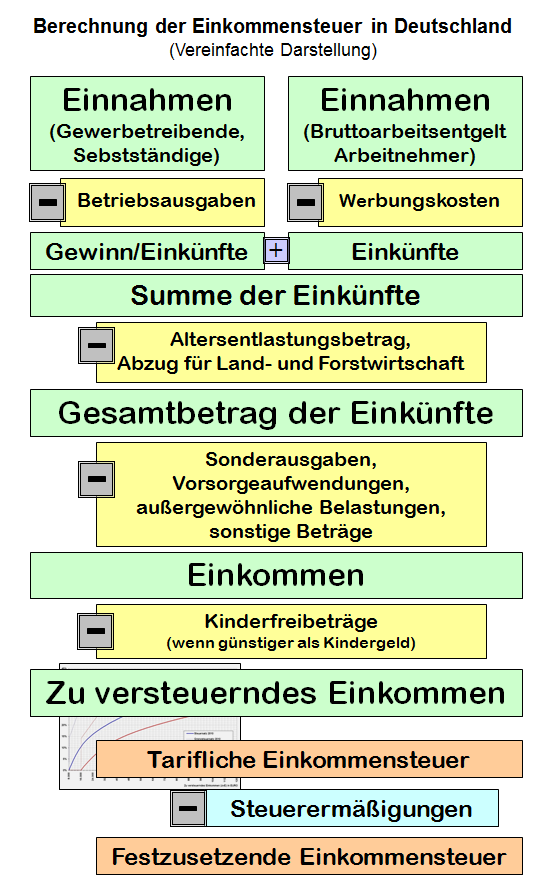

In Deutschland sind gemäß § 8 Abs. 1 EStG Einnahmen alle Güter, die in Geld oder Geldeswert bestehen und dem Steuerpflichtigen im Rahmen der sogenannten Überschusseinkunftsarten im Sinne des § 2 Abs. 1 Nr. 4 bis 7 EStG zufließen. Für die sogenannten Gewinneinkunftsarten im Sinne des § 2 Abs. 1 Nr. 1 bis 3 EStG existiert kein legaldefinierter Einnahmenbegriff. In diesen Fällen wird der Begriff der (Betriebs-)Einnahmen entweder durch die analoge Anwendung des § 8 Abs. 1 EStG oder durch den Umkehrschluss des Betriebsausgabenbegriffs nach § 4 Abs. 4 EStG hergeleitet. Bei Einkünften aus nicht selbständiger Arbeit entsprechen die Einnahmen dem Bruttoarbeitslohn (Arbeitsentgelt).
Einnahmen sind innerhalb des Kalenderjahres bezogen, in dem sie dem Steuerpflichtigen zugeflossen sind (Zuflussprinzip). Regelmäßig wiederkehrende Einnahmen, die dem Steuerpflichtigen kurze Zeit vor Beginn oder kurze Zeit nach Beendigung des Kalenderjahres, zu dem sie wirtschaftlich gehören, zugeflossen sind, gelten als in diesem Kalenderjahr bezogen.
Einnahmen, die zu keiner Einkunftsart gehören oder einkommensteuerfrei sind unter anderem:
- Lotteriegewinne, wenn diese in Form eines Einmalbetrages ausgeschüttet werden, im Falle der Verrentung sonstige Einkünfte gemäß § 22 EStG
- Erbschaften oder Schenkungen, da diese der Erbschafts- und Schenkungssteuer unterliegen
- Arbeitslosengeld, steuerfrei gemäß § 3 Nr. 2 EStG
- Arbeitslosengeld II, steuerfrei gemäß § 3 Nr. 2 EStG
- Mutterschaftsgeld, steuerfrei gemäß § 3 Nr. 1 d) EStG
- Krankengeld, steuerfrei gemäß § 3 Nr. 1 a) EStG
- Kurzarbeitergeld, steuerfrei gemäß § 3 Nr. 2 EStG
- Insolvenzgeld, steuerfrei gemäß § 3 Nr. 2 EStG
- Abfindungen anlässlich der Kündigung durch den Arbeitgeber bis zu bestimmten Beträgen
- Kindergeld, gemäß §§ 62 ff. EStG, ggf. aber Hinzurechnung i. H. des Kindergeldanspruchs zur Einkommensteuer, wenn Kinderfreibetrag günstiger ist, gemäß § 31 EStG
- Zuschüsse des Arbeitgebers zur Kranken-, Pflege-, Renten- und Arbeitslosenversicherung seiner Arbeitnehmer, steuerfrei gemäß § 3 Nr. 62 EStG
- Trinkgeld, steuerfrei gemäß § 3 Nr. 51 EStG, soweit der Empfänger diese im Rahmen seiner Arbeitnehmertätigkeit von Dritten (Kunden) erhalten hat. Trinkgelder an die Person des Arbeitgebers sind steuerpflichtige Betriebseinnahmen; Trinkgelder, die vom Arbeitgeber an den Arbeitnehmer ausgezahlt werden, sind steuerpflichtiger Arbeitslohn gemäß § 19 EStG;
- Wohngeld, steuerfrei gemäß § 3 Nr. 58 EStG
- Einnahmen eines Übungsleiters, Ausbilders, Erziehers, Betreuers oder bei Ausübung einer vergleichbaren Tätigkeit bis zu 3.000 Euro (Übungsleiterpauschale), steuerfrei gemäß § 3 Nr. 26 EStG, soweit diese Tätigkeit nebenberuflich ist.
- Gründungszuschuss bei einer Ich-AG, steuerfrei gemäß § 3 Nr. 2 EStG
- BAföG